# 8-as busz (Ózd)
Az ózdi 8-as jelzésű autóbuszvonal az (Kórház –) Autóbusz-állomás, Uraj és Susa között húzódik, amelyet a MÁV Személyszállítási Zrt. üzemeltet.

## Története
A 8-as helyijárat a város tömegközlekedésének első buszjárataival együtt indult, ugyanezen az útvonalon. Míg az egykori kistelepülésekre a helyi tömegközlekedés az '50-es években indult, addig Susa csak 1978, Uraj pedig csak 1979 óta Ózd városrésze. A reggeli és délutáni nagyobb járatsűrűséget biztosították a 8A jelzéssel indított járatokkal, melyek csak Uraj központjáig közlekedtek a Susáig ingázó 8-asok mellett.
A 2010-es években a kettő településen az autóbuszt igénybe vevők száma igencsak csökkenő tendenciát mutatott, melyre az ÉMKK a 8A megszűntetését alkalmazta, majd a Volánbusz 2022-es új vonalhálózatában megjelent a 68-as busz Somsályról és Hódoscsépányról a Belvároson át, illetve az Ózd északi településrészeit átfogó 78-as buszok, melyek Szennát, Urajt és Susát is érintik egyszerre. Hétköznapokon egy járatpár meghosszabbított útvonalon jár az ózdi Almási Balogh Pál kórházhoz az 1-es helyijáratok vonalvezetésén.

## Útvonala
| Kórház / Autóbusz-állomás – Susa | Susa – Autóbusz-állomás / Kórház |
| --- | --- |
| Kórház ➝ Bányász utca ➝ Bem utca ➝ József Attila út ➝ Szabó Lőrinc utca ➝ Ív út ➝ Munkás út ➝ Autóbusz-állomás ➝ Munkás út ➝ Jászi Oszkár utca ➝ Volny József út ➝ Velencetelep ➝ Petőfi Sándor út ➝ Uraji út ➝ Susai út ➝ Susa, autóbusz-forduló | Susa, autóbusz-forduló ➝ Susai út ➝ Uraji út ➝ Petőfi Sándor út ➝ Velencetelep ➝ Volny József út ➝ Jászi Oszkár utca ➝ Munkás út ➝ Autóbusz-állomás ➝ Munkás út ➝ 48-as út ➝ Bem utca ➝ Bányász utca ➝ Kórház |

## Közlekedése
Az autóbuszvonal járatai a hét minden napján közlekednek, hétköznaponta kétórás ütemezettséggel. Ezzel szemben a hétvégi tömegközlekedésben döntő többségben a kétszámjegyű közvetlen járatok (68, 78) kapnak nagyobb szerepet.
| Viszonylat                          | Indításszám     | Közlekedési rend          |
| ----------------------------------- | --------------- | ------------------------- |
| Kórház – Susa, aut. ford.           | 1 pár           | tanítási napokon          |
| Kórház – Susa, aut. ford.           | 1 oda           | tanszünetben munkanapokon |
| Autóbusz-állomás – Susa, aut. ford. | 5 oda, 6 vissza | tanítási napokon          |
| Autóbusz-állomás – Susa, aut. ford. | 5 oda, 7 vissza | tanszünetben munkanapokon |
| Autóbusz-állomás – Susa, aut. ford. | 4 oda, 5 vissza | szabadnapokon             |
| Autóbusz-állomás – Susa, aut. ford. | 2 pár           | munkaszüneti napokon      |

### Járművek
Az autóbuszvonalon kizárólag szóló járművek közlekednek. Ezek legtöbbje Ikarus V134 (KXG-162) és Volvo típusú buszokból áll.

## Megállóhelyei
| 8 (Kórház / Autóbusz-állomás ◄► Uraj ◄► Susa) | 8 (Kórház / Autóbusz-állomás ◄► Uraj ◄► Susa) | 8 (Kórház / Autóbusz-állomás ◄► Uraj ◄► Susa) | 8 (Kórház / Autóbusz-állomás ◄► Uraj ◄► Susa) | 8 (Kórház / Autóbusz-állomás ◄► Uraj ◄► Susa) | 8 (Kórház / Autóbusz-állomás ◄► Uraj ◄► Susa) | 8 (Kórház / Autóbusz-állomás ◄► Uraj ◄► Susa) | 8 (Kórház / Autóbusz-állomás ◄► Uraj ◄► Susa) |
| Sorszám (↓)                                   | Sorszám (↓)                                   | Megállóhely                                   | Kilométer (↓)                                 | Kilométer (↓)                                 | Perc (↓)                                      | Perc (↓)                                      | Átszállási kapcsolatok |
| --------------------------------------------- | --------------------------------------------- | --------------------------------------------- | --------------------------------------------- | --------------------------------------------- | --------------------------------------------- | --------------------------------------------- | --- |
| 0                                             | ∫                                             | Kórház végállomás                             | 0.0 km                                        | ∫                                             | 0                                             | ∫                                             | 1, 2, 4, 12, 20, 21 4101, 4102, 4161 |
| 1                                             | ∫                                             | Petőfi tér                                    | 0.6 km                                        | ∫                                             | 2                                             | ∫                                             | 1, 2, 4, 12, 20, 21 3410, 3412, 4101, 4102, 4153, 4154, 4157, 4158, 4160, 4161 |
| 2                                             | ∫                                             | József Attila út 3. (↓) 48-as út 8. (↑)       | 0.8 km                                        | ∫                                             | 3                                             | ∫                                             | 1, 2, 4, 12, 20, 21, 23 4101, 4102, 4158 |
| 3                                             | ∫                                             | Hotel Ózd                                     | 1.3 km                                        | ∫                                             | 4                                             | ∫                                             | 1, 2, 4, 12, 20, 21, 23 4101, 4102, 4153, 4158, 4160, 4161 |
| 4                                             | 0                                             | Autóbusz-állomás vonalközi végállomás         | 1.8 km                                        | 0.0 km                                        | 5                                             | 0                                             | 1, 2, 2A, 3, 4, 6, 7, 12, 20A, 21, 26, 47, 68, 74, 76, 78 1031, 1034, 1051, 1369, 1384, 1411 3410, 3770, 3773, 4101, 4102, 4104, 4140, 4145, 4147, 4148, 4150, 4151, 4153, 4155, 4157, 4158, 4160, 4161, 4180, 4185, 4186 |
| 5                                             | 1                                             | Gyujtó tér                                    | 1.8 km                                        | 0.3 km                                        | 6                                             | 1                                             | 2, 2A, 4, 6, 7, 12, 20, 20A, 21, 23, 26, 47, 63, 68, 74, 76, 78 4102 |
| 6                                             | 2                                             | Vasútállomás                                  | 2.7 km                                        | 1.2 km                                        | 8                                             | 3                                             | 4, 7, 12, 21, 47, 68, 74, 76, 78 1369, 1384, 1410, 1411 3770, 3773, 4104, 4140, 4145 személyvonat – Ózd (92) |
| 7                                             | 3                                             | Zsolnai tér                                   | 3.8 km                                        | 2.0 km                                        | 10                                            | 5                                             | 12, 21, 68, 78 |
| 8                                             | 4                                             | Petőfi utca 157.                              | 4.5 km                                        | 2.7 km                                        | 11                                            | 6                                             | 68, 78 |
| 9                                             | 5                                             | Nyár út                                       | 4.9 km                                        | 3.0 km                                        | 12                                            | 7                                             | 68, 78 |
| 10                                            | 6                                             | Petőfi utca 239.                              | 5.5 km                                        | 3.6 km                                        | 13                                            | 8                                             | 68, 78 |
| 11                                            | 7                                             | Uraj, Tormás utca                             | 6.1 km                                        | 4.3 km                                        | 15                                            | 10                                            | 68, 78 |
| 12                                            | 8                                             | Uraj, szabadidőközpont                        | 6.9 km                                        | 5.0 km                                        | 17                                            | 12                                            | 68, 78 |
| 13                                            | 9                                             | Uraj, Uraji út 94.                            | 7.2 km                                        | 5.4 km                                        | 18                                            | 13                                            | 68, 78 |
| 14                                            | 10                                            | Susa, élelmiszerbolt                          | 10.1 km                                       | 8.3 km                                        | 23                                            | 18                                            | 68, 78 |
| 15                                            | 11                                            | Susa, Szent Anna Otthon                       | 10.4 km                                       | 8.6 km                                        | 24                                            | 19                                            | 68, 78 |
| 16                                            | 12                                            | Susa, autóbusz-forduló végállomás             | 11.0 km                                       | 9.1 km                                        | 25                                            | 20                                            | 78 |